# Amendola (metropolitana di Milano)
Amendola è una stazione della linea M1 della metropolitana di Milano.

## Storia
La stazione fu costruita come parte della prima tratta, da Sesto Marelli a Lotto, della linea M1 della metropolitana.
Fu aperta al pubblico per la prima volta durante la Fiera di Milano del 1963: ai visitatori venivano mostrate le strutture della stazione e i due convogli che erano in sosta sui binari.
La stazione entrò in servizio insieme al resto della tratta, il 1º novembre 1964.
Nelle prime versioni del progetto la denominazione della stazione era Fiera, a causa della sua vicinanza all'allora fiera di Milano, chiusa agli inizi del XXI secolo. Negli anni a seguire, ha ricevuto altre denominazioni. Dalla dicitura originale, in fase di apertura venne denominata Amendola-Fiera, poi Amendola Fieramilanocity, ed infine, solo Amendola.

## Struttura e impianti
Si tratta di una stazione sotterranea a due binari, uno per ogni senso di marcia, serviti da due banchine laterali.
Venne costruito un ampio mezzanino con copertura trasparente, per consentire il deflusso delle folle di visitatori diretti alla fiera.
Per questo motivo, la stazione di Amendola ha ottenuto, insieme alla stazione di Caiazzo, la qualifica di bene architettonico tutelato dalla Soprintendenza, in quanto esempio di architettura e design moderno.
Amendola dispose di un interscambio con la rete tranviaria nei primi anni dopo la sua costruzione: esso fu eliminato il 9 marzo 1970, a causa della dismissione della direttrice tranviaria per piazzale Lotto.
La stazione di Amendola dista 746 metri dalla stazione Lotto e 502 metri dalla stazione Buonarroti.

## Servizi
La stazione dispone di:
- Biglietteria automatica
- Bar
- Servizi igienici

## Interscambi
Nelle vicinanze della stazione effettuano fermata alcune linee urbane automobilistiche, gestite da ATM.
- Fermata autobus

Quando la stazione venne inaugurata, la rete tranviaria percorreva ancora le strade a ovest della fiera campionaria, fermando anche in piazza Amendola: la costruzione del lucernario e i cantieri in via Monte Rosa costrinsero ATM a ricollocare i binari lungo la parallela via Monte Bianco fino a piazzale Lotto. Nel marzo 1970, a causa di una razionalizzazione della rete tranviaria, numerose linee furono soppresse: i binari fino a piazzale Lotto furono quindi dismessi e demoliti.

## Curiosità
Nel film I fichissimi di Carlo Vanzina del 1981, la seconda delle varie scene ambientate in metropolitana è ambientata proprio nel piano binario di questa fermata.
La stazione è presente anche in una scena di Eccezzziunale... veramente.

## Galleria d'immagini

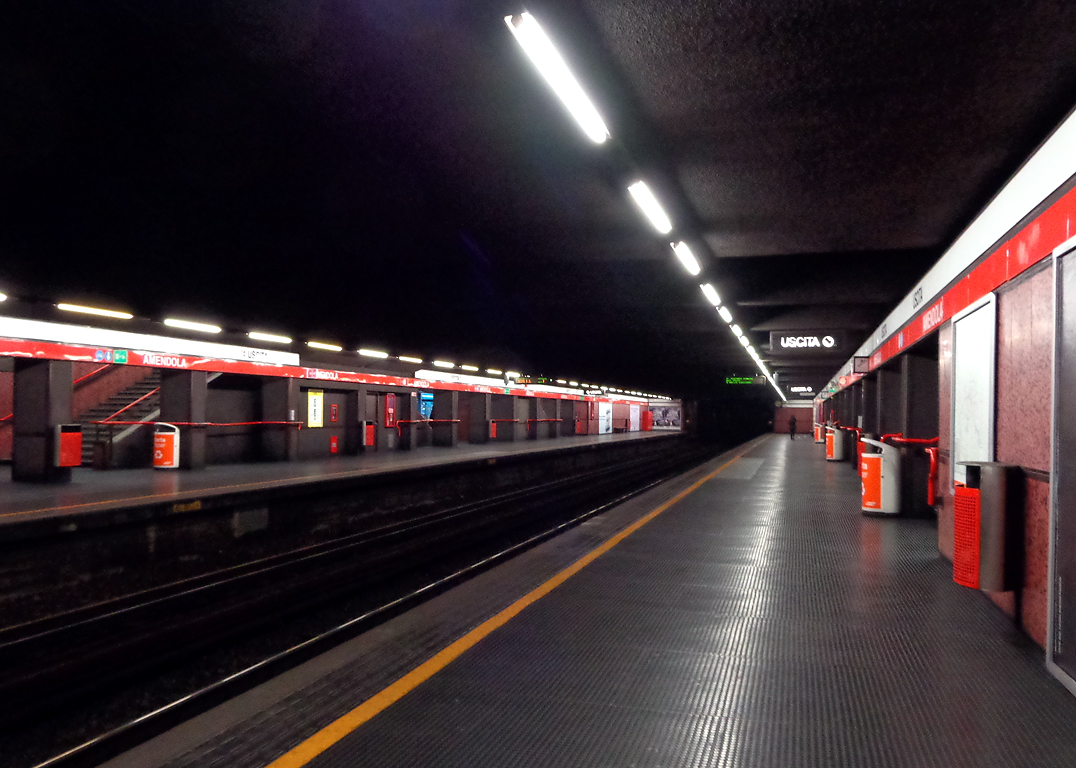
Il piano banchine
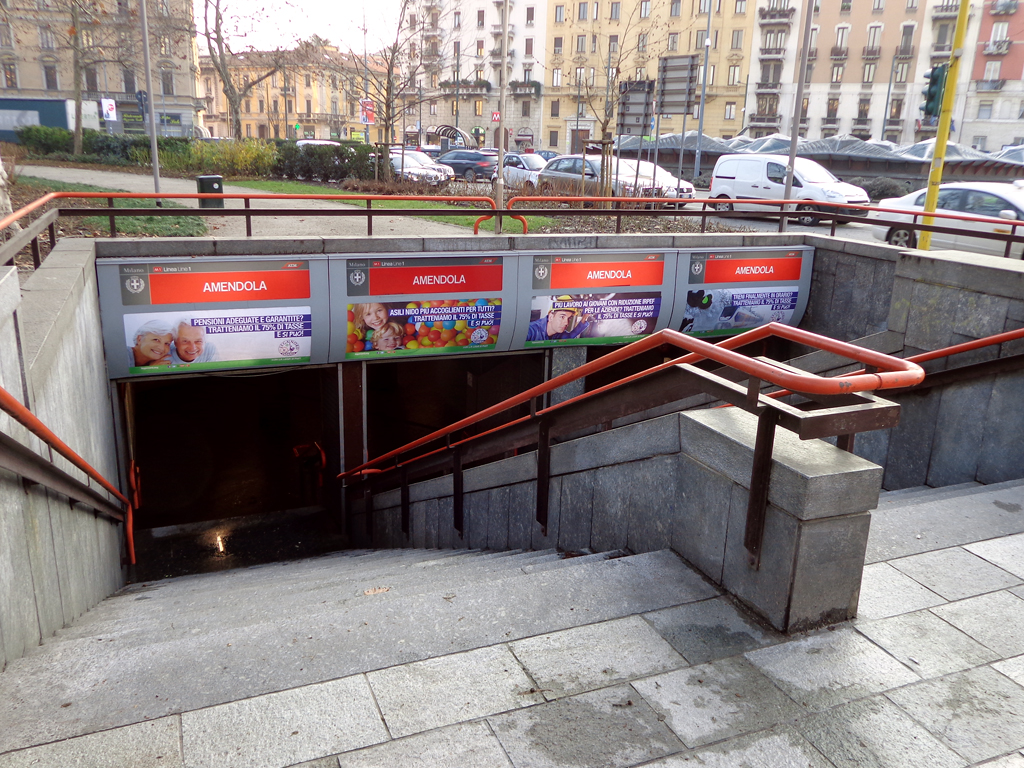
L'ingresso
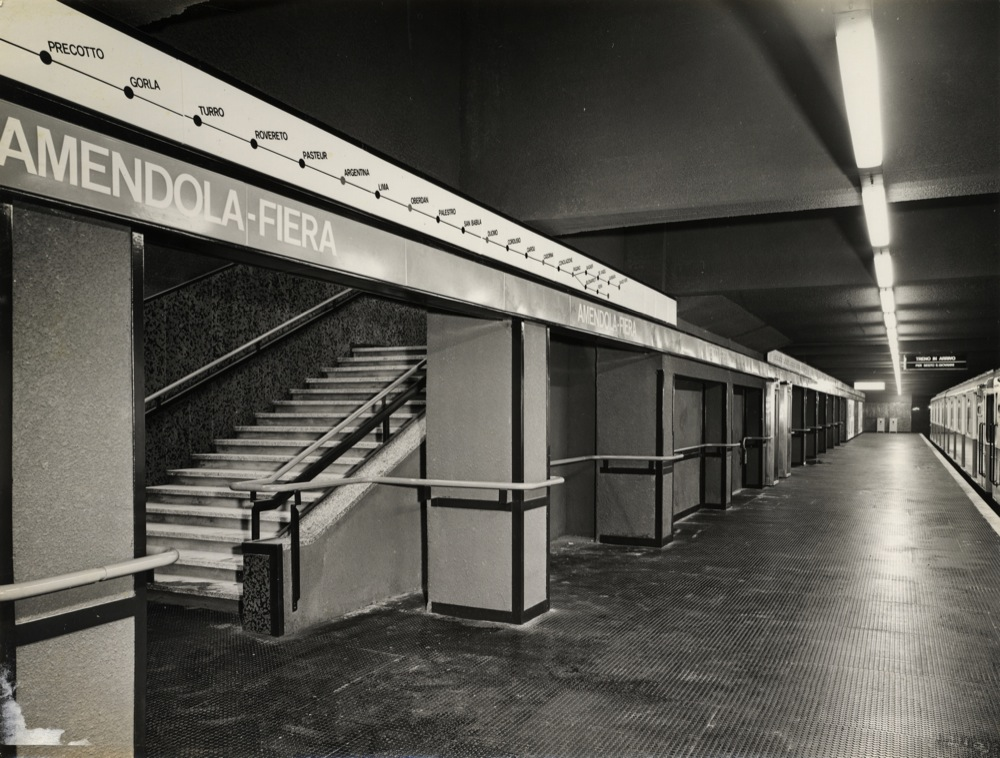
Il piano banchine negli anni '60